# Середа, Валерий Викторович
Валерий Викторович Середа (30.6.1959 — 2001) — советский легкоатлет (прыжок в высоту), чемпион и призёр чемпионатов СССР, рекордсмен СССР и Европы, Заслуженный мастер спорта СССР (1984).

## Биография
Увлёкся лёгкой атлетикой в 1972 году. Его первым тренером был В. Н. Грибанов. В 1977 году выполнил норматив мастера спорта СССР (212 см). В 1980 году переехал в Ленинград, где стал тренироваться под руководством Б. Н. Купоросова. В 1981 году стал мастером спорта СССР международного класса (222 см). В 1982 году на соревнованиях в помещении впервые стал чемпионом страны (226 см). В 1983 году на Спартакиаде народов СССР стал чемпионом страны с результатом 235 см. В 1984 году преодолел 237 см, тем самым установив рекорд СССР и Европы.

## Спортивные результаты
- Чемпионат СССР по лёгкой атлетике в помещении 1981 года —  (224 см);
- Чемпионат СССР по лёгкой атлетике 1981 года —  (220 см);
- Чемпионат СССР по лёгкой атлетике 1982 года —  (228 см);
- Чемпионат СССР по лёгкой атлетике в помещении 1982 года —  (226 см);
- Лёгкая атлетика на летней Спартакиаде народов СССР 1983 года —  (235 см);
- Чемпионат СССР по лёгкой атлетике в помещении 1983 года —  (226 см);
- Чемпионат СССР по лёгкой атлетике в помещении 1984 года —  (230 см);
- Чемпионат СССР по лёгкой атлетике в помещении 1986 года —  (231 см);